# Svirče
Svirče is een plaats in de gemeente Jelsa in de Kroatische provincie Split-Dalmatië. De plaats telt 445 inwoners (2001).